# Arany Pálma (rövidfilm)
Az Arany Pálma (rövidfilm) (hivatalos nevén: Rövidfilm Arany Pálmája, franciául: Palme d’or du court-métrage) a cannes-i fesztiválon átadott elismerés. A fesztivál Cinéfondation és rövidfilmek zsűrije ítéli oda annak a rövidfilmnek, amelyet legjobbnak tart a hivatalos válogatás kisfilmjei közül.
A legmagasabb elismerés elnevezése az évek során többször módosult. 1946 és 1954 között, valamint 1964 és 1974 között 
Nemzetközi Nagydíj (Grand Prix International), majd a Nemzetközi Filmfesztivál Nagydíja (Grand Prix du Festival International), illetve röviden a Nagydíj (Grand Prix) különféle névváltozataival adták át (például 1951-ben A Nemzetközi Filmfesztivál nagydíja a legjobb tudományos filmnek [Grand Prix du Festival International du film pour le meilleur film scientifique] elnevezéssel).

## Díjazottak

### Nagydíj
| Év          | Film                                                      | Rendező                                                   | Ország                                                    | Megj.                    |
| ----------- | --------------------------------------------------------- | --------------------------------------------------------- | --------------------------------------------------------- | ------------------------ |
| 1946        | Vánoční sen                                               | Karel Zeman                                               | TCH                                                       | [ 1 ]                    |
| 1946        | Zvířátka a Petrovští                                      | Jiří Trnka                                                | TCH                                                       | [ 2 ]                    |
| 1946        | Molodoszty nasej sztrani (Молодость нашей страны)         | Szergej Jutkevics                                         | URS                                                       | [ 3 ]                    |
| 1946        | Wieliczka                                                 | Jaroslaw Brzozowski                                       | POL                                                       | [ 4 ]                    |
| 1946        | Szolnecsnoe plemja (Солнечное племя)                      | Andrej Vinnickij                                          | URS                                                       | [ 5 ]                    |
| 1946        | Skuggor över snön                                         | Arne Sucksdorff                                           | SWE                                                       | [ 6 ]                    |
| 1946        | Berlin (Берлин)                                           | Julij Jakovlevics Rajzman                                 | URS                                                       | [ 7 ]                    |
| 1947        | Powódź                                                    | Jerzy Bossak, Wacław Kaźmierczak                          | POL                                                       |                          |
| 1948        | A fesztivált pénzügyi nehézségek miatt nem rendezték meg. | A fesztivált pénzügyi nehézségek miatt nem rendezték meg. | A fesztivált pénzügyi nehézségek miatt nem rendezték meg. |                          |
| 1949        | A díjat nem osztották ki.                                 | A díjat nem osztották ki.                                 | A díjat nem osztották ki.                                 |                          |
| 1950        | A fesztivált pénzügyi nehézségek miatt nem rendezték meg. | A fesztivált pénzügyi nehézségek miatt nem rendezték meg. | A fesztivált pénzügyi nehézségek miatt nem rendezték meg. |                          |
| 1951        | La tragedia dell’Etna                                     | Domenico Paolella                                         | ITA                                                       | [ 8 ]                    |
| 1952        | Het Schots is te Boord                                    | Herman van der Horst                                      |                                                           |                          |
| 1953        | Crin blanc: le cheval sauvage                             | Albert Lamorisse                                          | FRA                                                       |                          |
| 1954        | A díjat nem osztották ki.                                 | A díjat nem osztották ki.                                 | A díjat nem osztották ki.                                 |                          |
| 1955 – 1963 | Arany Pálma elnevezéssel                                  | Arany Pálma elnevezéssel                                  | Arany Pálma elnevezéssel                                  | Arany Pálma elnevezéssel |
| 1964        | La douceur du village                                     | François Reichenbach                                      | FRA                                                       |                          |
| 1964        | Le prix de la victoire                                    | Sibuja Nobuko                                             | JPN                                                       |                          |
| 1965        | Nyitány                                                   | Vadász János                                              | HUN                                                       |                          |
| 1966        | Skaterdater                                               | Noel Black                                                | USA                                                       | [ 9 ]                    |
| 1967        | Sky Over Holland                                          | John Fernhout                                             | NLD                                                       |                          |
| 1968        | Az 1968. májusi zavargások miatt félbeszakadt.            | Az 1968. májusi zavargások miatt félbeszakadt.            | Az 1968. májusi zavargások miatt félbeszakadt.            |                          |
| 1969        | Cîntecele Renasterii                                      | Mirel Ilieşiu                                             | ROM                                                       |                          |
| 1970 – 1971 | A díjat nem osztották ki.                                 | A díjat nem osztották ki.                                 | A díjat nem osztották ki.                                 |                          |
| 1972        | Le fusil à lunette                                        | Jean Chapot                                               | FRA                                                       |                          |
| 1973        | Balablok                                                  | Bretislav Pojar                                           | CAN                                                       |                          |
| 1974        | Osztrov (Sziget)                                          | Fjodor Hitruk, Eduard Nazarov és Vlagyimir Zuikov         | URS                                                       |                          |

### Arany Pálma
| Év          | Film | Rendező                                               | Ország               | Megj.                |
| ----------- | --- | ----------------------------------------------------- | -------------------- | -------------------- |
| 1955        | Blinkity Blank (Villogó űr) | Norman McLaren                                        | CAN                  |                      |
| 1956        | Le ballon rouge (A piros léggömb) | Albert Lamorisse                                      | FRA                  |                      |
| 1957        | Scurta istorie | Ion Popescu-Gopo                                      | ROM                  |                      |
| 1958        | La Joconde: Histoire d'une obsession | Henri Gruel és Jean Suyeux                            | FRA                  |                      |
| 1958        | La Seine a rencontré Paris (A Szajna találkozik Párizzsal) | Joris Ivens                                           | NLD                  |                      |
| 1959        | Motyli zde neziji | Miro Bernat                                           | TCH                  |                      |
| 1960        | Le sourire | Serge Bourguignon                                     | FRA                  |                      |
| 1961        | La petite cuillère | Carlos Vilardebó                                      | FRA                  |                      |
| 1962        | La rivière du hibou (Bagoly folyó) | Robert Enrico                                         | FRA                  |                      |
| 1963        | In wechselndem Gefälle | Alexander J. Seiler és Rob Gnant                      | CHE                  |                      |
| 1963        | Le Haricot | Edmond Séchan                                         | FRA                  |                      |
| 1964 – 1974 | Nagydíj elnevezéssel | Nagydíj elnevezéssel                                  | Nagydíj elnevezéssel | Nagydíj elnevezéssel |
| 1975        | Lautrec | Geoff Dunbar                                          | GBR                  |                      |
| 1976        | Metamorphosis | Barry Greenwald                                       | CAN                  |                      |
| 1977        | Küzdők | Jankovics Marcell                                     | HUN                  |                      |
| 1978        | La traversée de l'Atlantique à la rame | Jean-François Laguionie                               | FRA                  |                      |
| 1979        | Harpya (Hárpia) | Raoul Servais                                         | BEL                  |                      |
| 1980        | Seaside Woman | Oscar Grillo                                          | GBR                  |                      |
| 1981        | Moto perpetuo | Vajda Béla                                            | HUN                  |                      |
| 1982        | Merlin ou le cours de l'or | Arthur Joffé                                          | FRA                  |                      |
| 1983        | Je sais que j'ai tort mais demandez à mes copains ils disent la même chose (Tudom, hogy nincs igazam, de kérdezzétek meg a barátaimat, ők is ugyanezt mondják) | Pierre Levy                                           | FRA                  |                      |
| 1984        | Le Cheval de fer | Gérald Frydman és Pierre Levie                        | FRA                  |                      |
| 1985        | Jenitba | Slav Bakalov és Rumen Petkov                          | BGR                  |                      |
| 1986        | An Exercise in Discipline – Peel (Lecke fegyelemből) | Jane Campion                                          | AUS                  |                      |
| 1987        | Palisade | Laurie McInnes                                        | AUS                  |                      |
| 1988        | Vykrutasy | Garry Bardin                                          | URS                  |                      |
| 1989        | 50 ans | Gilles Carle                                          | CAN                  | [ 11 ]               |
| 1990        | The Lunch Date | Adam Davidson                                         | USA                  |                      |
| 1991        | Z podnyeszjonjmi rekami | Mitko Panov                                           | POL                  |                      |
| 1992        | Omnibus | Sam Karmann                                           | FRA                  |                      |
| 1993        | Coffee and Cigarettes: Somewhere in California | Jim Jarmusch                                          | USA                  |                      |
| 1994        | El héroe | Carlos Carrera                                        | MEX                  |                      |
| 1995        | Gagarin | Alekszej Karitidi                                     | RUS                  |                      |
| 1996        | Szél | Iványi Marcell                                        | HUN                  |                      |
| 1997        | Is It the Design on the Wrapper? (Mi van a papíron?) | Tessa Sheridan                                        | GBR                  |                      |
| 1998        | L'interview | Xavier Giannoli                                       | FRA                  |                      |
| 1999        | When the Day Breaks (Napfelkelte) | Amanda Forbis és Wendy Tilby                          | CAN                  |                      |
| 2000        | Anino | Raymond Red                                           | PHL                  |                      |
| 2001        | Bean Cake | David Greenspan                                       | USA                  |                      |
| 2002        | Eső után | Mészáros Péter                                        | HUN                  |                      |
| 2003        | Cracker Bag | Glendyn Ivin                                          | AUS                  |                      |
| 2004        | Trafic | Catalin Mitulescu                                     | ROM                  |                      |
| 2005        | Podorozhni (Vándorok) | Igor Strembitsky                                      | UKR                  |                      |
| 2006        | Sniffer | Bobbie Peers                                          | NOR                  |                      |
| 2007        | Ver llover | Elisa Miller                                          | MEX                  |                      |
| 2008        | Megatron | Marian Crisan                                         | ROM                  |                      |
| 2009        | Arena | João Salaviza                                         | POR                  |                      |
| 2010        | Chienne d'histoire | Serge Avédikian                                       | FRA                  |                      |
| 2011        | Cross | Maryna Vroda                                          | UKR                  |                      |
| 2012        | Sessiz-Be Deng | L. Rezan Yeşilbaş                                     | TUR                  |                      |
| 2013        | Safe | Moon Byoung-gon                                       | KOR                  |                      |
| 2014        | Leidi | Simon Mesa Soto                                       | COL GBR              |                      |
| 2015        | Waves ’98 | Ely Dagher                                            | LIB                  |                      |
| 2016        | Timecode | Juanjo Gimenez                                        | ESP                  |                      |
| 2017        | Hsziao cseng er jüe (Xiao cheng er yue) (Bársonyos éj) | Csiu Jang (Qiu Yang)                                  | CHN                  |                      |
| 2018        | All These Creatures (Ezek a lények) | Charles Williams                                      | AUS                  |                      |
| 2019        | La distance entre nous et le ciel | Vasilis Kekatos                                       | GRE FRA              | [ * 1 ]              |
| 2020        | I Am Afraid To Forget Your Face | Sameh Alaa                                            | EGY                  | [ * 2 ]              |
| 2021        | Tien hszia vu ja (天下乌鸦, Tian xia wu ya) | Tang Ji (唐毅, Tang Yi)                               | CHN                  | [ * 3 ]              |
| 2022        | Hajpien seng csi jico hszüanja (海边升起一座悬崖, Hǎibiān shēng qǐ yīzuò xuányá)                                                                               | Story Chen (Csen Csiang-jing (陈剑莹, Chén Jiàn-yíng) | CHN                  | [ * 4 ]              |
| 2023        | 27 | Buda Flóra Anna                                       | HUN FRA              | [ * 5 ]              |
| 2024        | Covjek koji nije mogao sutjeti | Nebojša Slijepčević                                   | HRV                  | [ * 6 ]              |